# Jonathan Herrera
Jonathan Carlos Herrera (Villa Sarmiento, Buenos Aires, Argentina, 16 de septiembre de 1991) es un futbolista argentino que juega como delantero en el Deportivo Riestra de la Liga Profesional Argentina.
Desarrolló una extensa carrera en Deportivo Riestra, siendo el máximo goleador histórico de la institución con más de 120 conquistas. Herrera ostenta el récord de ser el único futbolista en consagrarse goleador de las cuatro categorías de ascenso para los clubes directamente afiliados a la AFA, y es además el único jugador en convertir goles en todas ellas y en la Primera División jugando para un mismo club.

## Trayectoria

### Centro Español
Herrera inició su carrera futbolística en el Centro Español de la Primera D. Realizó su debut en la vigesimoquinta fecha del campeonato 2009-10, ingresando como sustituto en el segundo tiempo en la caída de su equipo ante Victoriano Arenas por 4-1. En la temporada 2010-11 Herrera completó 21 presentaciones en el campeonato, casi siempre desde el banco de relevos, y marcó 2 goles. Su equipo culminó la temporada regular en la quinta posición, y llegó a la final del Torneo Reducido. Herrera participó de los dos partidos de la serie, en la que Centro Español cayó ante Atlas por 2-1 en el global.
Durante la temporada 2011-12 Herrera se consolidó como parte del once titular de su equipo, participando en todos los partidos de la campaña. Herrera marcó 19 goles, siendo el segundo mayor goleador del campeonato. Centro Español acabó la temporada regular en el cuarto puesto, pero fue nuevamente derrotado en el Torneo Reducido ante Atlas por 2-1, esta vez en instancia de semifinales.
El campeonato 2012-13 tuvo a Herrera otra vez como goleador de su equipo, con 18 tantos, aunque su equipo sólo alcanzó el séptimo lugar, fuera de los puestos de clasificación al Reducido.

### Deportivo Riestra
Jonathan Herrera arregló para la siguiente temporada su incorporación al Deportivo Riestra, último subcampeón de la Primera D. Logró su primer título al conseguir el campeonato de Primera D, en una campaña que lo tuvo, con 26 goles, como goleador no solo del certamen sino de todas las categorías de la AFA.
Herrera hizo su debut como futbolista profesional en la temporada 2014, la cual se jugó con un torneo corto con tres ascensos a raíz de una reestructuración de los torneos de AFA. Sorpresivamente, Deportivo Riestra tuvo una actuación destacada desde el inicio del certamen, incluyendo grandes desempeños de Herrera, quien marcó por primera vez 4 goles en un partido en la victoria de su equipo ante Dock Sud en la fecha 10. Herrera logró marcar 4 goles a Justo José de Urquiza y 3 goles en los enfrentamientos con Midland y Luján. Deportivo Riestra cerraría la temporada como ganador del Torneo Reducido, consiguiendo ascender dos veces de categoría en un mismo año, un hecho con pocos antecedentes en el fútbol argentino. Jonathan Herrera, por su parte, se consagró nuevamente goleador del torneo, con 19 anotaciones.
En 2015 Jonathan Herrera se estrenó en la Primera B manteniendo su racha goleadora. Durante el torneo logró 4 goles en la visita de su equipo a Barracas Central y con 28 anotaciones en total volvió a consagrarse goleador del torneo y de todas las categorías oficiales, un logro que representa un récord pocas veces logrado en el fútbol argentino. No obstante su buena producción goleadora, su equipo solo logró terminar en la decimocuarta ubicación, tras haber peleado los primeros lugares en el inicio del certamen. En cuanto a la Copa Argentina, el delantero convirtió 4 goles en el inicio del torneo ante Victoriano Arenas, cerrando una campaña histórica para su equipo siendo eliminados en treintaidosavos por Rosario Central.
En la temporada 2016 Herrera convirtió 7 goles en 19 partidos, volviendo a ser el goleador del Deportivo Riestra, que acabó en la decimosexta posición y logró mantener la categoría. Jonathan Herrera marcó 6 goles más en el primer semestre de 2017, antes de marcharse a préstamo durante el parate de verano. Deportivo Riestra fue subcampeón y consiguió un nuevo ascenso, aunque ya sin Herrera entre sus filas en la segunda rueda.

### Atlético Venezuela
En el inicio de 2017 Herrera fue cedido por seis meses al Atlético Venezuela, donde afrontó su primera experiencia internacional. Se destacó su desempeño en la Copa Sudamericana, en el que anotó el gol de la victoria en su visita a Palestino. Atlético Venezuela cayó por penales tras ser derrotado en el partido de vuelta, cerrando así su debut internacional. El argentino participó también del Torneo Apertura local, en el que convirtió 4 goles para su equipo, que finalizó en la undécima posición, fuera de los puestos de acceso a la Liguilla.

### Llegada a la B Nacional con Riestra y Ferro Carril Oeste
Herrera retornó de su préstamo para afrontar con Deportivo Riestra su temporada inaugural en la Primera B Nacional. Convirtió 5 goles en 11 presentaciones durante el primer semestre del torneo, antes de abandonar el equipo tras un nuevo préstamo.
El delantero llegó en 2018 a préstamo con opción de compra a Ferro Carril Oeste, también de la Primera B Nacional, tras el pedido del nuevo técnico de la institución, Alejandro Orfila. Su debut se produjo en el primer partido oficial ante Mitre (SdE), marcando su primer gol en el encuentro siguiente ante All Boys. Herrera completó el semestre con 8 goles, que sumados a los 5 que había convertido con Riestra, lo consagraron como goleador del certamen.

### Audax Italiano
A pesar de su buen paso por Ferro, no hubo acuerdo para prolongar su cesión, y el delantero tuvo un nuevo destino fuera de la Argentina al ser transferido en préstamo al Audax Italiano. Herrera solo consiguió apariciones desde el banco de suplentes y anotó un solo gol durante su paso por el conjunto audino. El delantero ingresó en las dos finales de la Copa Chile, en las que su equipo cayó ante Palestino.

### Nuevo retorno al Deportivo Riestra
Finalizado su préstamo en Chile, Herrera vuelve a ponerse la camiseta blanquinegra luego de que Riestra, dueño de su pase, anunciara que no cedería nuevamente al jugador. De vuelta en la Primera B, Herrera convirtió 13 goles en 22 juegos durante el semestre, incluyendo dos goles en sendos enfrentamientos del Clásico malevo, además de un triplete ante Justo José de Urquiza. Herrera logró un nuevo ascenso con el conjunto de Nueva Pompeya, en este caso a la Primera B Nacional, tras finalizar el certamen en la cuarta posición.

### Llegada a la Primera División
Tras su ascenso a la Primera Nacional, Jonathan Herrera firmó contrato con el Johor Darul Takzim FC de la Superliga de Malasia. A pesar de que se esperaba su debut en dicha competencia, el jugador fue cedido en préstamo a Central Córdoba (Santiago del Estero), llegando por primera vez a la Primera División de su país. El 14 de septiembre de 2019 en la derrota 2-1 ante Defensa y Justicia marcó el descuento de su equipo, convirtiéndose en el primer futbolista de toda la historia en marcar goles en todas las categorías del fútbol argentino para los clubes directamente afiliados a la AFA.
Después de jugar una temporada en Central Córdoba, Herrera fue cedido a San Lorenzo de Almagro para el reinicio de la práctica del fútbol tras la pandemia de COVID-19. El jugador tuvo presencia en sólo 4 partidos, válidos por la Copa de la Liga Profesional, firmando un nuevo préstamo en Independiente para el inicio del Campeonato de Primera División 2021. Su estancia en el Rojo duró toda la temporada, destacándose su actuación en la Copa Sudamericana, en la que convirtió 6 goles en 7 cotejos, finalizando en el tercer lugar en la tabla de goleadores de la competencia.
Herrera fichó en Patronato para disputar la temporada 2022. Habitual titular en las tres competencias domésticas, Herrera participó de una histórica campaña de Copa Argentina, en la que marcó un gol a River Plate y fue titular en la final en que su equipo venció a Talleres para conseguir su primer título de máxima categoría. A pesar de ese éxito, el club no pudo mantenerse en Primera División y no renovó con el conjunto entrerriano.

### Últimos años
Para la temporada 2023 Herrera quedó con el pase en su poder y firmó su reincorporación a Ferro Carril Oeste para el Campeonato de Primera Nacional. Habitual titular a lo largo del torneo, convirtió 11 goles y clasificaron al Torneo Reducido, en el que fueron eliminados a manos de Almirante Brown. Nuevamente libre al final de la temporada, el Deportivo Riestra oficializó su regreso en las redes sociales, comenzando así su tercera etapa como jugador del equipo, en su temporada estreno en la Primera División.
Herrera debutó en la temporada 2024 en el partido en que su equipo enfrentó a Barracas Central por la Copa de la Liga Profesional, logrando de este modo disputar con el club las cinco categorías que la Asociación del Fútbol Argentino organiza para sus clubes directamente afiliados. Días después, en el encuentro ante Defensa y Justicia, anotó su primer gol en la temporada, convirtiéndose en el único jugador en lograr goles con un mismo club en las cinco categorías.

## Estadísticas
Actualizado al último partido disputado el 16 de agosto de 2025.

| Centro Español Argentina | 5.ª           | 2009-10       | 5   | 0   | —  | —  | — | — | 5   | 0   |
| Centro Español Argentina | 5.ª           | 2010-11       | 22  | 2   | —  | —  | — | — | 22  | 2   |
| Centro Español Argentina | 5.ª           | 2011-12       | 33  | 19  | —  | —  | — | — | 33  | 19  |
| Centro Español Argentina | 5.ª           | 2012-13       | 33  | 18  | 2  | 2  | — | — | 35  | 20  |
| Centro Español Argentina | Total club    | Total club    | 93  | 39  | 2  | 2  | 0 | 0 | 95  | 41  |
| Deportivo Riestra Argentina | 5.ª           | 2013-14       | 33  | 27  | 0  | 0  | — | — | 33  | 27  |
| Deportivo Riestra Argentina | 4.ª           | 2014          | 22  | 19  | —  | —  | — | — | 22  | 19  |
| Deportivo Riestra Argentina | 3.ª           | 2015          | 42  | 28  | 4  | 4  | — | — | 46  | 32  |
| Deportivo Riestra Argentina | 3.ª           | 2016          | 19  | 7   | —  | —  | — | — | 19  | 7   |
| Deportivo Riestra Argentina | 3.ª           | 2016-17       | 18  | 6   | 1  | 0  | — | — | 19  | 6   |
| Deportivo Riestra Argentina | 2.ª           | 2017-18       | 11  | 5   | —  | —  | — | — | 11  | 5   |
| Deportivo Riestra Argentina | 3.ª           | 2018-19       | 21  | 13  | 1  | 0  | — | — | 22  | 13  |
| Deportivo Riestra Argentina | 1.ª           | 2024          | 27  | 9   | 13 | 3  | — | — | 40  | 12  |
| Deportivo Riestra Argentina | 1.ª           | 2025          | 20  | 7   | 1  | 0  | — | — | 21  | 7   |
| Deportivo Riestra Argentina | Total club    | Total club    | 213 | 121 | 20 | 7  | 0 | 0 | 233 | 128 |
| Atlético Venezuela · Venezuela | 1.ª           | 2017          | 11  | 4   | 0  | 0  | 2 | 1 | 13  | 5   |
| Atlético Venezuela · Venezuela | Total club    | Total club    | 11  | 4   | 0  | 0  | 2 | 1 | 13  | 5   |
| Ferro Carril Oeste Argentina | 2.ª           | 2017-18       | 12  | 8   | 0  | 0  | — | — | 12  | 8   |
| Ferro Carril Oeste Argentina | 2.ª           | 2023          | 35  | 11  | 0  | 0  | — | — | 35  | 11  |
| Ferro Carril Oeste Argentina | Total club    | Total club    | 47  | 19  | 0  | 0  | 0 | 0 | 47  | 19  |
| Audax Italiano · Chile | 1.ª           | 2018          | 10  | 1   | 3  | 0  | — | — | 13  | 1   |
| Audax Italiano · Chile | Total club    | Total club    | 10  | 1   | 3  | 0  | 0 | 0 | 13  | 1   |
| Central Córdoba (SdE) Argentina | 1.ª           | 2019-20       | 20  | 6   | 6  | 1  | — | — | 26  | 7   |
| Central Córdoba (SdE) Argentina | Total club    | Total club    | 20  | 6   | 6  | 1  | 0 | 0 | 26  | 7   |
| San Lorenzo de Almagro Argentina | 1.ª           | 2019-20       | 0   | 0   | 4  | 0  | — | — | 4   | 0   |
| San Lorenzo de Almagro Argentina | Total club    | Total club    | 0   | 0   | 4  | 0  | 0 | 0 | 4   | 0   |
| Independiente Argentina | 1.ª           | 2021          | 15  | 0   | 7  | 0  | 7 | 6 | 29  | 6   |
| Independiente Argentina | Total club    | Total club    | 15  | 0   | 7  | 0  | 7 | 6 | 29  | 6   |
| Patronato Argentina | 1.ª           | 2022          | 18  | 4   | 18 | 1  | — | — | 36  | 5   |
| Patronato Argentina | Total club    | Total club    | 18  | 4   | 18 | 1  | 0 | 0 | 36  | 5   |
| Total carrera | Total carrera | Total carrera | 427 | 194 | 60 | 11 | 9 | 7 | 496 | 212 |
| (1) Copas nacionales incluye la Copa Argentina, la Copa de la Superliga, la Copa de la Liga Profesional y la Copa Chile. (2) Copas internacionales incluye la Copa Sudamericana. |               |               |     |     |    |    |   |   |     |     |

## Palmarés

### Torneos nacionales
| Categoría      | Club              | País      | Año     |
| -------------- | ----------------- | --------- | ------- |
| Primera D      | Deportivo Riestra | Argentina | 2013-14 |
| Copa Argentina | Patronato         | Argentina | 2022    |

### Distinciones individuales
| Distinción                        | Club                                 | Año     |
| --------------------------------- | ------------------------------------ | ------- |
| Goleador de la Primera D          | Deportivo Riestra                    | 2013-14 |
| Goleador de la Primera C          | Deportivo Riestra                    | 2014    |
| Goleador de la Primera B          | Deportivo Riestra                    | 2015    |
| Goleador de la Primera B Nacional | Deportivo Riestra Ferro Carril Oeste | 2017-18 |